# Omegasterope
Omegasterope is een geslacht van kreeftachtigen uit de klasse van de Ostracoda (mosselkreeftjes).

## Soort
- Omegasterope upsilon (Kornicker & Caraion, 1974) Kornicker, 1981